# Вівероне
Вівероне (італ. Viverone, п'єм. Vivron) — муніципалітет в Італії, у регіоні П'ємонт,  провінція Б'єлла.
Вівероне розташоване на відстані близько 530 км на північний захід від Рима, 50 км на північний схід від Турина, 17 км на південь від Б'єлли.
Населення — 1431 особа (2014).
Покровителька — Богородиця Небовзята.

## Демографія
Населення за роками:

Станом на 1 січня 2023 року в муніципалітеті офіційно проживали 73 іноземці з 21 країни, серед них 35 громадян країн Євросоюзу та 5 громадян України.

## Сусідні муніципалітети
- Аліче-Кастелло
- Ацельйо
- Борго-д'Але
- Півероне
- Ропполо
- Цимоне